# Rat Island (Houtman-Abrolhos)
Rat Island liegt im Indischen Ozean rund 80 km westlich der westaustralischen Küstenstadt Geraldton. Die etwa 0,65 km² große Insel ist die größte in der Easter Group, der zentralen Inselgruppe im Houtman-Abrolhos-Archipel.

## Geographie

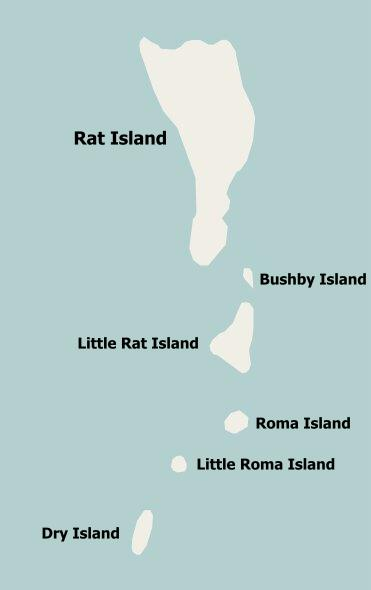
Rat Island und angrenzende Inseln

Die keilförmige und durchweg flache Insel ist von einem dichten Korallenriff umgeben, das auch die südlich angrenzenden Nachbarinseln Bushby Island, Little Rat Island, Roma Island, Little Roma Island und Dry Island einschließt.
Rat Island ist über die Good Friday Bay („Karfreitagsbucht“) im Norden zu erreichen. Die Good Friday Bay bietet einen sicheren Ankerplatz. An der Nordostseite befindet sich ein Anlegesteg.

## Nutzung
Die Insel wird nur saisonal von einigen Hummer-Fischern und ihren Familien bewohnt. Deren Unterkünfte liegen dicht gedrängt entlang der gesamten Ostküste der Insel. Die Hummersaison dauert vom 15. März bis zum 30. Juni.
Im Südwesten der Insel befindet sich Big Rat Airstrip, eine 600 m lange, befestigte Sandpiste für Kleinflugzeuge (28° 43′ 11,3″ S, 113° 47′ 2,4″ O).